# The Heart Asks Pleasure First
Clip vidéo
[vidéo] « The Heart Asks Pleasure First - Michael Nyman - extrait du film La leçon de piano (1993) », sur YouTube
The Heart Asks Pleasure First (Le cœur demande le plaisir d'abord) est une composition de musique classique-musique de film pour piano et orchestre symphonique, du pianiste chef d'orchestre britannique Michael Nyman. Thème principal de la musique du film franco-australo-néo-zélandais La Leçon de piano, de Jane Campion en 1993 (Palme d'or du Festival de Cannes 1993, et multiples Césars, Oscars, Golden Globes) elle fait partie de l'album The Piano (bande originale) (en), disques d'or et de platine, vendu à près d'un million d’exemplaires dans le monde.

## Histoire
Ce thème principal de film pour piano et orchestre symphonique est composé par Michael Nyman. Il est associé dans le film à la passion pour le piano, à l'univers des sentiments, et à l'histoire d'amour de la pianiste muette écossaise Ada MacGrath (jouée par Holly Hunter). Devenue jeune veuve de son mari professeur de piano, elle est donnée en mariage par son père, avec son piano et sa fille Flora de 9 ans, à un colon inconnu du fond du bush Maoris de Nouvelle-Zélande du XIXe siècle...

Paysages et plage Karekare beach du tournage du film en Nouvelle-Zélande
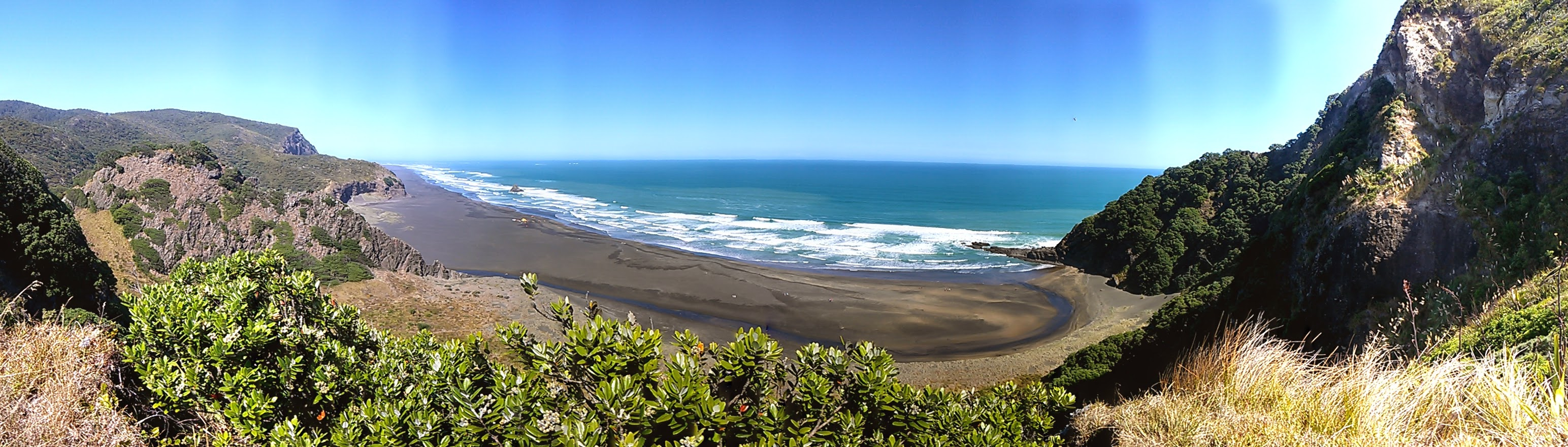

Cette musique est inspirée de la chanson d'amour traditionnelle du poète écossais Robert Tannahill Gloomy Winter's Noo Awa de 1808, (avec des airs de chanson bretonne celtique Tri martolod). Michael Nyman l’interprète avec l'Orchestre philharmonique de Munich qu'il dirige. À la suite de l'important succès du film et de sa bande son (nommée en 1994 aux Golden Globe de la meilleure musique de film et British Academy Film Award de la meilleure musique de film, disques d'or et de platine, vendue à près d'un million d’exemplaires dans le monde) il l’arrange et la réorchestre avec succès pour son concerto pour piano (Nyman) (un des plus connus de son oeuvre).

## Cinéma
- 1993 : La Leçon de piano de Jane Campion (adapté du roman Histoire d'un fleuve en Nouvelle-Zélande de Jane Mander) avec Holly Hunter